# 최유림
최유림(崔有臨, 1426년 ∼ 1471년)은 조선의 무신이다. 본관은 수성. 자는 자앙(子昻).

## 생애
1450년(세종 32) 무과에 급제하여 고성현령·의금부진무(義禁府鎭撫) 등을 역임하고, 1455년(세조 1) 사직(司直)으로서 세조 즉위에 공이 있어 좌익원종공신(佐翼原從功臣) 2등에 녹훈되었다.
1464년 중추원부사로 진하사(進賀使)가 되어 명나라에 다녀왔다. 이듬해 전라도처치사로 나갔으나 앞서 명나라에 갔을 때 사무역(私貿易)을 하였다는 혐의를 받아 고신(告身)을 박탈당하고 외방으로 부처되었다.
1467년 이시애(李施愛)의 난이 일어나자 공현위장(控弦衛將)이 되어 충청도병 1,000명을 이끌고 석장현(石場峴)싸움에서 적장 김말손(金末孫)을 사로잡는 등 공을 세워 적개공신(敵愾功臣) 3등에 녹훈되고 오위장에 임명되는 동시에 수성군(隋城君)에 봉하여졌다. 그 해 겨울에 경상우도병마절도사에 임명되었다. 시호는 안양(安襄)이다.

## 같이 보기
수성군 최유림장군 묘